# Залісся (Шосткинський район)
Залісся — колишнє село, входило до складу Вовнянської сільської ради, Шосткинський район, Сумська область.
Станом на 1988 рік в селі проживало 30 людей. 29 липня 1993 року приєднане до села Вовна.

## Географічне розташування
Село знаходиться приблизно за 1,5 км від сіл Вовна та Гудівщина.

## Населення
Згідно з переписом УРСР 1989 року чисельність наявного населення села становила 12 осіб, з яких 5 чоловіків та 7 жінок.